# اتیل اکریلات
اتیل اکریلات (به انگلیسی: Ethyl acrylate) یک ترکیب شیمیایی است. شکل ظاهری این ترکیب، مایع شفاف است.